# Герман Бартельс
Герман Бартельс (нім. Hermann Bartels; 14 квітня 1900, Мінден — 13 січня 1989, Ессен) — німецький архітектор, штандартенфюрер СС.

## Біографія
1 вересня 1932 року вступив у  НСДАП (квиток №1 322 590). В 1933 році Бартельс був призначений рейхсфюрером СС Генріхом Гіммлером головним архітектором планованого перетворення Вевельсбургу на замок СС. У 1939 році він представив перший проєкт і розширив плани до 1944 року, щоб включити численні інші проєкти, які передбачали повне перетворення села Вевельсбург і переселення деяких жителів. З 1939 року для будівельних робіт використовувалися в’язні концтабору, для яких спочатку як місцевий табір був створений філіал концтабору Заксенгаузен, з якого потім виник концтабір Нідергаген. В'язні також були використані для будівництва так званого керівного будинку 1 — репрезентативної вілли, яка служила домом Бартельса.
У 1938 році Бартелс разом зі своїм колишнім студентським товаришем Феліксом Гантефюрером (1902–1984), який згодом став архітектором в Реклінггаузені, виграв тендер уряду Ліппе на пам’ятник на честь приходу Адольфа Гітлера і НСДАП до влади. Журі у складі Альберта Шпеера та гауляйтера Альфреда Маєра прийняло рішення на користь «Народного залу», спроєктованого Бартельсом і Гантефюрером та призначеного для розміщення 10 000 осіб, а також формування центральної частини ще більшого комплексу. Це рішення схвалили особисто Адольф Гітлер, Генріх Гіммлер і організаційний керівник НСДАП Роберт Лей.
Бартельс також отримав доручення спланувати реконструкцію міста Мюнстер і партійних будівель, які повинні були бути створені в процесі, коли Мюнстер був оголошений «містом редизайну» в 1939 році і мав бути перепроектований як столиця гау в дусі НСДАП.
З 1 червня 1941 року — провінційний будівельний радник. 21 червня 1942 року вступив у СС (посвідчення №293 737). Після закінчення Другої світової війни продовжував успішно працювати архітектором, мав власну майстерню.